# الميثاق الاجتماعي الأوروبي

أعضاء ميثاق عام 1961 باللون الأخضر الفاتح، وأعضاء النسخة المنقَّحة من الميثاق باللون الأخضر الداكن، والدول غير الأعضاء في مجلس أوروبا باللون الرمادي

الميثاق الاجتماعي الأوروبي هو معاهدة لمجلس أوروبا تم فتحها للتوقيع في 18 تشرين الأول/ أكتوبر عام 1961 وأصبحت سارية المفعول في 26 شباط/ فبراير عام 1965 بعد توقيع ألمانيا الغربية عليها، لتصدق عليها بحلول عام 1991 عشرون دولة.
تمت مراجعة الميثاق في عام 1996، ليدخل حيز التنفيذ في عام 1999 ويحل تدريجيًا محل معاهدة عام 1961 المقترحة في البدء. يحدد الميثاق حقوق الإنسان وحرياته ويضع آلية مراقبة تضمن احترام الدول الأطراف لها.
أُنشِئ الميثاق في الأساس لدعم الاتفاقية الأوروبية لحقوق الإنسان التي تهدف أساسًا لحماية الحقوق المدنية والسياسية، وتوسيع نطاق الحقوق الأساسية المحمية لتشمل الحقوق الاجتماعية والاقتصادية. كما يضمن الميثاق الحقوق والحريات الإيجابية التي تهم جميع الأفراد في حياتهم اليومية.
الحقوق الأساسية المنصوص عليها في الميثاق هي كما يلي: حق السكن، الصحة، التعليم، حقوق العمال، حق التوظيف الكامل، تخفيض ساعات العمل والتوزيع المتساوي للأجور على أساس ساعات العمل، إجازة الأبوة، الضمان الاجتماعي، الحماية الاجتماعية والقانونية من الفقر والتهميش الاجتماعي، حرية تنقل الأشخاص وعدم التمييز، حقوق العمال المهاجرين والأشخاص ذوي الإعاقة.
يجب على الدول الأطراف في الميثاق تقديم تقارير سنوية عن جزء من أحكام الميثاق (سواء كان ذلك في ميثاق عام 1961 أو في الميثاق المعدل لعام 1996)، مع بيان كيفية تطبيقها في القانون والممارسة العملية لها.

## اللجنة الأوروبية للحقوق الاجتماعية (ECSR)
اللجنة الأوروبية للحقوق الاجتماعية (ECSR) هي الهيئة المسؤولة عن مراقبة الالتزام ببنود الميثاق من قبل الدول الأطراف في الميثاق.
تتكون اللجنة الأوروبية للحقوق الاجتماعية ECSR من 15 عضوًا مستقلًا يتم انتخابهم من قبل لجنة وزراء مجلس أوروبا لمدة ست سنوات قابلة للتجديد مرة واحدة.
يجوز رفع شكاوى انتهاك الميثاق إلى اللجنة الأوروبية للحقوق الاجتماعية بموجب البروتوكول الإضافي لعام 1995 الذي ينص على نظام الشكاوى الجماعية والذي دخل حيز التنفيذ في عام 1998.
يحق لبعض المنظمات تقديم شكاوى إلى اللجنة الأوروبية للحقوق الاجتماعية؛ تقوم اللجنة بتقييم الشكوى، وتُقبَل في حال استيفاءها المتطلبات الرسمية. يجوز للدولة الطرف في الميثاق أن ترد على ذلك، كما يجوز لأي من الطرفين طلب إجراء جلسة استماع، لتُصدِر اللجنة قرارها استنادًا على الأسس الموضوعية.

## وصلات خارجية
- موقع الميثاق الاجتماعي الأوروبي
- الميثاق الاجتماعي الأوروبي لسنة 1961
- النسخة المنقَّحة من الميثاق الاجتماعي الأوروبي